# Liste der Sehenswürdigkeiten in Shanghai

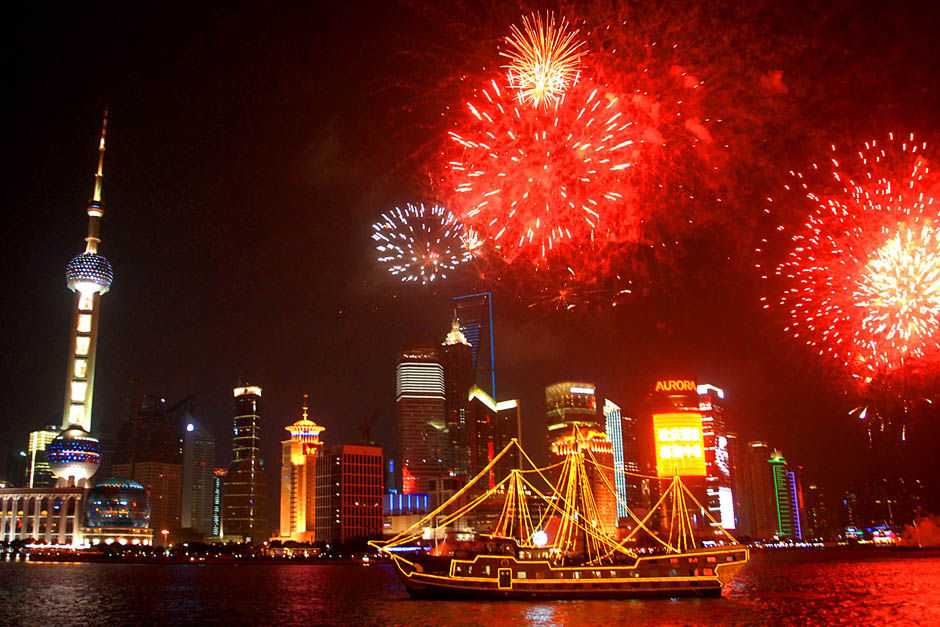
Pudong

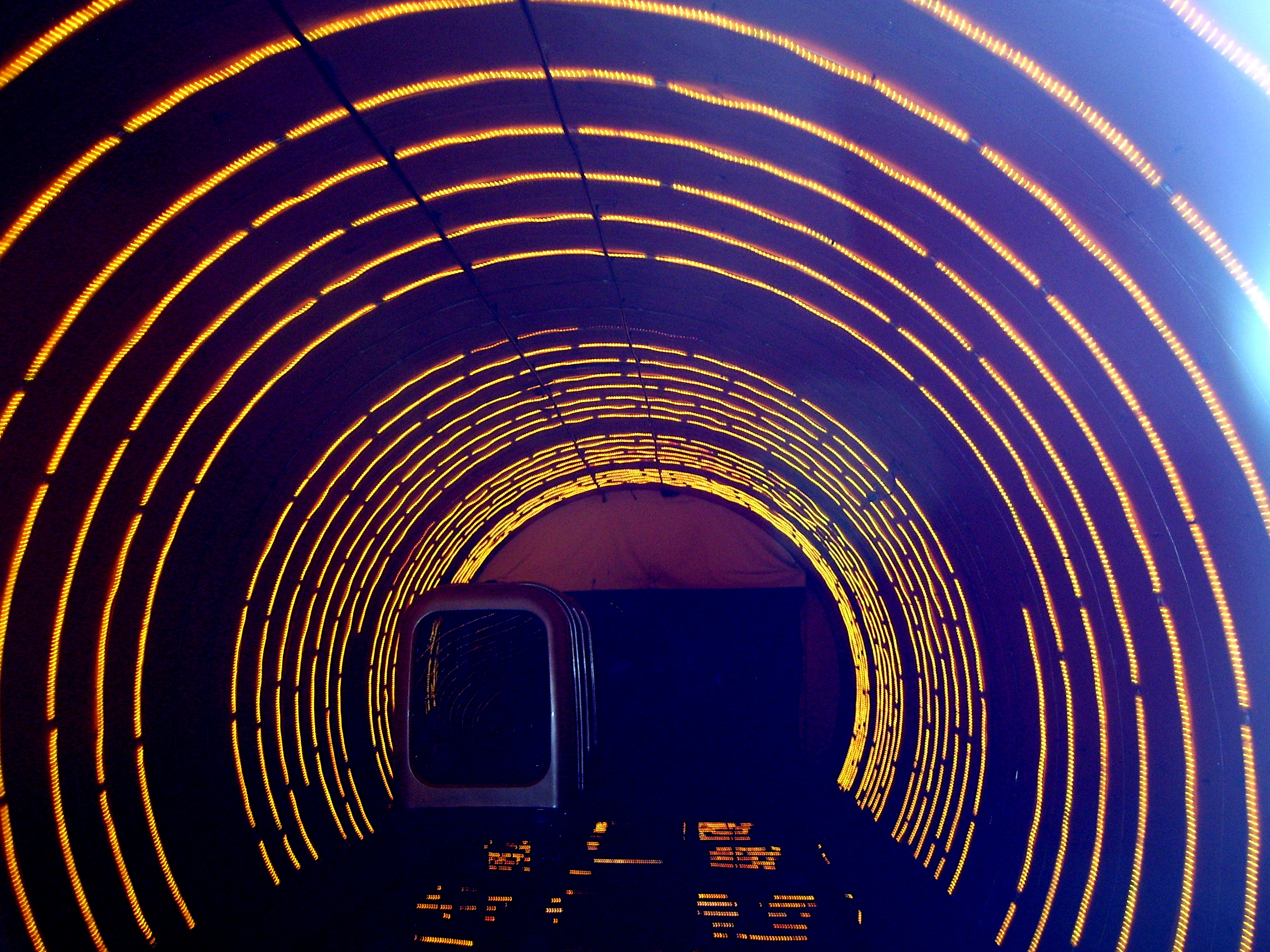
Lichteffekte in The Bund

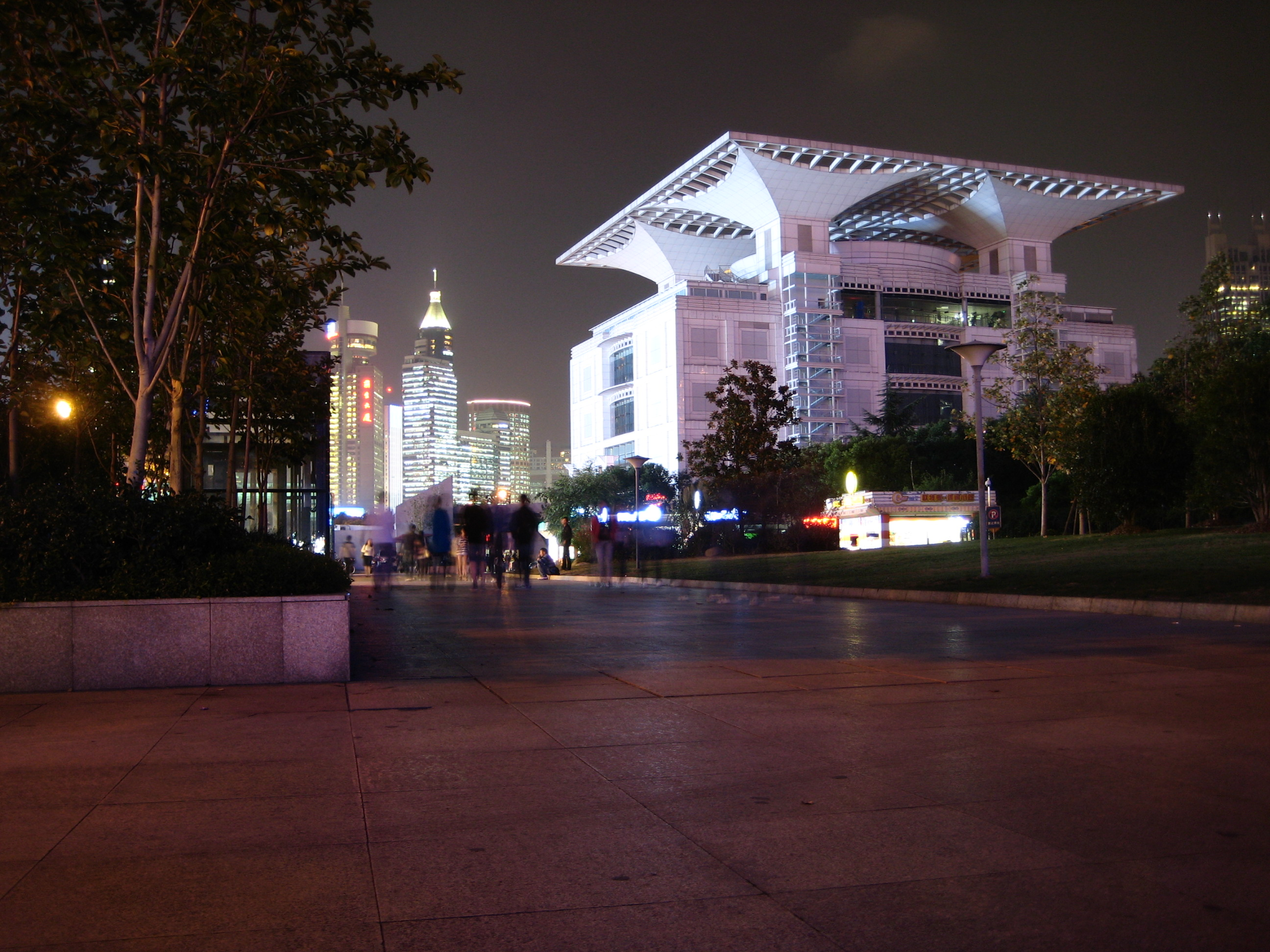
Urban Planning Exhibition Center

Sehenswürdigkeiten in Shanghai sind:

## Sehenswürdigkeiten
Im Folgenden finden sich einige der bekanntesten Sehenswürdigkeiten von Shanghai:
- The Bund
- Französische Konzession
- Hauptpostamtsgebäude
- Internationale Konzession
- Jadebuddha-Tempel
- Jin Mao Tower
- Jing’an-Tempel
- Jinjiang Action Park
- Longhua Tempel
- Nanjing Road
- Oriental Pearl Tower
- Pudong
- Qibao
- Sankt-Ignatius-Kathedrale
- Shanghai Grand Theater
- Shanghai International Circuit
- Shanghai New International Expo Centre
- Shanghai Ocean Aquarium
- Shanghai Oriental Arts Center
- Shanghai Urban Planning Exhibition Center
- Shanghai World Financial Center
- Shanghai Zoo
- Sheshan-Basilika
- Stadtgott-Tempel
- Thames Town
- Tianzifang
- Xintiandi
- Yu-Garten

## Museen
→ Liste von Museen in der Volksrepublik China#Shanghai (Schanghai)

## Parks und Gärten
- Century Park
- Changfeng Park
- Dongping Nationalwaldpark
- Guyi Garden (Jiading)
- Huangpu Park
- Lu Xun Park
- Volkspark Shanghai
- Platz des Volkes
- Yuyuan Garden
- Zhongshan Park

## Denkmäler
→ Denkmäler der Volksrepublik China (Shanghai)